# Oras
Oras (Bayan ng Oras) är en kommun i Filippinerna. Kommunen ligger på ön Samar, och tillhör provinsen Östra Samar. Folkmängden uppgår till 31 315 invånare.

## Barangayer
Oras är indelat i 42 barangayer.
| - Agsam - Bagacay - Balingasag - Balocawe (Pob.) - Bantayan - Batang - Bato - Binalayan - Buntay - Burak - Butnga (Pob.) - Cadian - Cagdine - Cagpile | - Cagtoog - Camanga (Pob.) - Dalid - Dao - Factoria - Gamot - Iwayan - Japay - Kalaw - Mabuhay - Malingon - Minap-os - Nadacpan - Naga | - Pangudtan - Paypayon (Pob.) - Riverside (Pob.) - Rizal - Sabang - San Eduardo - Santa Monica - Saugan - Saurong - Tawagan (Pob.) - Tiguib (Pob.) - Trinidad (Maycorot) - Alang-alang - San Roque (Pob.) |